# قلعة الجميلة النائمة
قلعة الجميلة النائمة (الإنجليزية Sleeping Beauty Castle)،  · هي قلعة مستوحاة من فيلم الأميرة النائمة لعام 1959 تم استلهام تصميمها من قصر نويشفانشتاين في ألمانيا، وتم افتتاحها في 17 يوليو 1955. تعتبر أقدم قلعة من بين جميع قلاع ديزني، ورغم أن ارتفاعها يصل إلى 77 قدم فقط (23 م)، لكن الفنان هربرت ريمان صممها لتظهر أطول من خلال عملية تعرف باسم المنظور القسري، حيث تبدو عناصر التصميم أكبر والأبراج أصغر.
تعتبر القلعة معلمة مميزة في ديزني لاند كاليفورنيا، حديقة ديزني لاند (باريس) وديزني لاند هونغ كونغ الواقعة في أرض الفانتازيا.
ابتداء من 29 أبريل 1957، أصبح باستطاعة الزوار الإستمتاع بزيارة القلعة ورؤية العديد من العروض الخاصة والصور التي تصور حكاية الأميرة النائمة.
أصبحت حدائق قلعة ديزني رمزاً أساسيًا وشعارًا لجل مجموعات أفلام والت ديزني، مجموعة والت ديزني موشن بيكتشرز ومجموعة بوينا فيستا ميوزيك ووالت ديزني التلفزيونية واستوديوهات أفلام والت ديزني.